# Astrometis sertulifera
Astrometis sertulifera ist eine Art der Seesterne aus der Ordnung der Zangensterne (Forcipulata), die an der Pazifikküste der Vereinigten Staaten zu finden ist. Der Seestern erbeutet mit seinen Pedicellarien auch bewegliche Tiere wie Krebse und bodenlebende Fische.

## Merkmale
Astrometis sertulifera hat 5 regelmäßige Arme, die Armlängen von etwa 8 cm erreichen. Die Mittelscheibe ist im Vergleich zu den Armen klein. Die Oberseite der Arme ist mit deutlich abgegrenzten, spitz zulaufenden Stacheln besetzt, die jeweils an der Basis von Kissen mit papageischnabelartigen Pedicellarien umgeben sind, während zwischen den Stacheln Büschel von Hautkiemen sitzen. Bei Berührung des Seesterns klammern sich die Pedicellarien wie ein Klettverschluss an und sind nur schwer abzustreifen. Die Oberseite des Seesterns ist braun bis grünlich, die Stacheln violett, orange oder blau mit roten Spitzen, die Unterseite orange.

## Verbreitung und Vorkommen
Astrometis sertulifera lebt an der Pazifikküste der Vereinigten Staaten von Santa Barbara bis zum Golf von Kalifornien sowohl auf felsigem als auch auf sandigem Untergrund von der unteren Gezeitenzone bis in eine Tiefe von etwa 40 m.

## Ernährung
Astrometis sertulifera erbeutet mit seinen Pedicellarien bewegliche Tiere wie Zehnfußkrebse (Sandkrebse, darunter Emerita analoga) und Fische bis zur Größe des Seesterns selbst. Die Kissen mit den Pedicellarien werden bei Störungen angehoben, und die Zangen der Pedicellarien schnappen bei Berührung zu. Das Opfer wird danach mit den Saugfüßchen der benachbarten Arme ergriffen, durch Bewegungen der Arme und Saugfüßchen zur Mundöffnung weitergegeben und verschluckt. Weitere Beutetiere sind Käferschnecken, Schnecken, Muscheln, Rankenfußkrebse, Schlangensterne (Ophiothrix spiculata) und Seeigel.

## Fressfeinde
Zu den Fressfeinden von Astrometis sertulifera gehören Sonnensterne der Gattung Heliaster. Um sich zu retten, kann der Seestern einen Arm durch Autotomie abwerfen und in den folgenden Wochen regenerieren.

## Verwechslung mitStylasterias forreri
Astrometis sertulifera wird mitunter mit der ähnlichen, ebenfalls Fische fangenden Stylasterias forreri (ursprünglich als Asterias forreri beschrieben) verwechselt. Während diese jedoch nur unterhalb der Gezeitenzone zu finden ist, kommt Astrometis sertulifera auch in derselben vor. Nach dem Urteil von Walter Kenrick Fisher (1928) beschrieb H. S. Jennings 1907 nicht (Styl)Asterias forreri, sondern Astrometis sertulifera. Untersuchungen von G. A. Robilliard (1971) zeigen allerdings, dass Stylasterias forreri im Beutefangverhalten (jedoch nicht in einer Reihe anderer Merkmale) dem von Jennings beschriebenen Seestern, bei dem es sich wahrscheinlich um Astrometis sertulifera handelte, weitgehend gleicht.